# Căldărăști
Căldărăști ([kəldərəʃtʲ]), früher auch Trandafiru (Aussprache: [tranda'firu], [tranda'çiru]), umgangssprachlich Căldărești ([kəldəreʃtʲ]), ist ein Teil der Stadt Pogoanele im Kreis Buzău in Rumänien.

## Geographie
Das Dorf liegt nordöstlich des Bahnhofs Gara Pogoanele am Drum național 2C zwischen dem Hauptort Pogoanele im Nordwesten und Padina im Südosten. Die Landschaft ist eben und wird intensiv landwirtschaftlich genutzt. Der größte Teil des Ortsgebietes erstreckt sich von der Hauptstraße mit 5 Straßenzügen nach Nordosten bis in die Nähe der Bahnstrecke. Im Ort gibt es einen Kindergarten und eine Schule.